# PECH-Regel
Die PECH-Regel (Pause, Eis, Compression, Hochlagern) fasst die Behandlungsmaßnahmen bei Muskel- und Gelenkverletzungen zusammen, um den Schaden so gering wie möglich zu halten. In englischsprachigen Ländern spricht man von RICE (rest, ice, compression, elevation).
Der US-amerikanische Arzt Dr. Gabe Mirkin, der die RICE-Methode 1978 einführte, distanzierte sich 2015 teilweise von seiner Empfehlung. Laut Mirkin können Eis und vollständige Ruhe die Heilung verlangsamen, da sie die notwendige Entzündungsreaktion hemmen.
Ein alternativer Ansatz, PEACE & LOVE, betont die Bedeutung von Bewegung, Belastung und mentalem Wohlbefinden für die Genesung und wird zunehmend in der Sportmedizin angewandt.

## Maßnahmen
Diese Maßnahmen können sofort von dem Patienten oder einem helfenden Laien durchgeführt werden, sind jedoch keine abschließende Versorgung oder Therapie, sondern die vorläufige Erstversorgung einer leichten Verletzung.

### Pause
Sofort nach der Verletzung sollte die Betätigung eingestellt werden. Der betroffene Körperteil sollte ruhiggestellt und weitere Belastung vermieden werden.

### Eis
Durch Kühlung des betroffenen Körperteils mit geeigneten Kühlmitteln wird eine Verengung der Blutgefäße erzielt. Blutungen und Schwellungen werden vermindert. Der Stoffwechsel im Gewebe wird durch die Kühlung verlangsamt, ein Gewebeschaden breitet sich dadurch langsamer aus. Des Weiteren lindert die Kälte den Schmerz in der betroffenen Körperregion.
Zur Dauer der Kühlung gibt es unterschiedliche Empfehlungen. Häufig wird geraten, beim Kühlen mit Eis (z. B. mit einem Eisbeutel) den direkten Hautkontakt durch Unterlegen von Stoff zu vermeiden und Kühlperioden durch Pausen zu unterbrechen.

### Compression
Ein umgehend angelegter Kompressionsverband verlangsamt die Ausweitung von Blutungen und Schwellungen. Der Verband sollte mit einer elastischen Binde angelegt werden, etwa als adaptive Kompressionsbandage oder Zinkleimverband. Notfalls kann ein Stück Stoff Verwendung finden; beim Fußgelenk reicht für den Anfang eine enge Socke.

### Hochlagern
Das verletzte Körperteil sollte hochgelagert werden, wenn möglich über Herzhöhe. Dadurch wird der Rückfluss des Blutes verbessert beziehungsweise der tatsächliche, statische Blutdruck an der Verletzung verringert. Die Schwellungen und die damit verbundenen Schmerzen verringern sich. Es dringt weniger Blut in das umliegende Gewebe.

## Differenzierung
Die PECH-Regel und insbesondere die Kühlung ist ungeeignet zur Behandlung eines Muskelkrampfs, obwohl P(ause) und H(ochlegen) zu einer Schmerzlinderung und Regenerierung beitragen können.

## Neuere Erkenntnisse und Kritik an RICE
Dr. Gabe Mirkin hat seine Unterstützung für das RICE-Protokoll mittlerweile zurückgezogen. 2015 schrieb er:

„Trainer haben meine „RICE“-Richtlinie jahrzehntelang genutzt, aber nun scheint es, dass sowohl Eis als auch vollständige Ruhe die Heilung eher verzögern, als zu helfen. Der Grund dafür liegt im natürlichen Heilungsprozess. Bei einer Verletzung muss der Körper eine sehr spezifische Abfolge durchlaufen, um diese zu heilen. Der erste Schritt in dieser Abfolge ist die Entzündung. Wenn man Eis verwendet, um die Entzündung zu reduzieren, verlangsamt dies den Heilungsprozess, da die Entzündung abgeschlossen sein muss, damit der Prozess weitergeht. In einer neueren Studie wurde Athleten befohlen, so intensiv zu trainieren, dass sie schwere Muskelschäden erlitten, die zu erheblichem Muskelkater führten. Obwohl Kühlung das Anschwellen verzögerte, beschleunigte sie die Erholung von diesen Muskelschäden nicht.“

Ruhe kann unmittelbar nach einer Verletzung eine Rolle spielen, aber die Beweise unterstützen eine frühe Mobilisation zur Förderung der Heilung. Aufgrund der hemmenden Wirkung von Eis auf die Entzündungsreaktion des Körpers könnte ein Protokoll mit längerer Anwendung von Eis die Heilung verlangsamen. Während die Auswirkungen von Hochlagerung und Kompression auf den Heilungsprozess unklar sind, ist die Schwellungsreduktion nur vorübergehend und kehrt zurück, sobald das betroffene Gewebe wieder in eine tieferliegende Position gebracht wird.
Derzeit wird das RICE-Protokoll nicht mehr empfohlen und wurde durch andere Protokolle zur Behandlung von Weichteilverletzungen ersetzt. Zuletzt wurde 2019 das Akronym „PEACE & LOVE“ von Blaise Dubois eingeführt. Der PEACE-Teil steht für Schutz, Hochlagerung, Vermeidung von entzündungshemmenden Mitteln, Kompression und Aufklärung und richtet sich an die Behandlung von akuten Weichteilverletzungen. Der LOVE-Teil steht für Belastung, Optimismus, Vaskularisierung und Bewegung und richtet sich an die subchronische und chronische Behandlung von Weichteilverletzungen. Es gibt auch Hinweise darauf, dass Wärme bei der Behandlung von akuten und Weichteilverletzungen hilfreich sein kann. Wärme hat den gegenteiligen Effekt von Eis, das die Durchblutung einschränkt und den Heilungsprozess verlangsamt. Die Anwendung von Wärme erweitert die Blutgefäße im betroffenen Bereich, was den Heilungsprozess beschleunigt, das Risiko für stagnierende Heilung reduziert und das Risiko einer erneuten Verletzung minimiert.